# Ibrahim Karbunara
Ibrahim Haki Karbunara (ur. 1879 we wsi Karbunarë k Lushnji, zm. 10 października 1947) – albański polityk i działacz niepodległościowy, duchowny muzułmański (szejk tarikatu Halveti).

## Życiorys
Był synem Rushidiego i Hamdiji. Uczył się w medresie w Beracie, a następnie studiował teologię w Stambule i w Teheranie. Po zakończeniu studiów powrócił do rodzinnej wsi. W 1909 został internowany przez władze osmańskie w Peqinie, za nawoływanie do niepokojów społecznych. W listopadzie 1912 otrzymał godność muftiego Lushnji. Wspólnie z Nebi Sefą zorganizował podróż Ismaila Qemala do Wlory, gdzie miała być ogłoszona Albańska Deklaracja Niepodległości. W okresie rządów Wilhelma zu Wieda zaangażował się w przygotowanie not protestacyjnych przeciwko podziałowi ziem albańskich.
W grudniu 1919 zorganizował w podległej mu świątyni obrady komitetu, który miał doprowadzić do kongresu narodowego. W 1920 był delegatem na kongres w Lushnji, który zajął się reaktywacją państwowości albańskiej. Otwierał modlitwą obrady kongresu. W początkach lat 20. związany ze środowiskiem Partii Demokratycznej, wspierał Fana Noliego, kiedy ten w czerwcu 1924 dokonał zamachu stanu i przejął władzę nad Albanią. Po upadku rządu Noliego wyjechał do Bari i tam związał się z emigracyjną organizacją Związek Narodowy (Bashkimi Kombëtar).
Powrócił do Albanii w czerwcu 1939 po inwazji włoskiej, ale nie podjął współpracy z władzami okupacyjnymi. Związany z Ruchem Narodowowyzwoleńczym, udostępniał świątynię na spotkania działaczy ruchu oporu. W sierpniu 1943 policja włoska spaliła dom Karbunary i zniszczyła lokalną świątynię. W 1944 został aresztowany przez Niemców, ale wkrótce opuścił więzienie. 2 grudnia 1945, po przejęciu władzy przez komunistów wziął udział w pierwszych wyborach parlamentarnych i uzyskał mandat deputowanego z okręgu Lushnja. Związany z opozycją antykomunistyczną został aresztowany w 1946 pod zarzutem wrogiej działalności skierowanej przeciwko państwu albańskiemu. Proces pokazowy Karbunary odbywał się w stołecznym kinie. Przed sądem nie przyznał się do stawianych mu zarzutów, twierdząc że zawsze działał zgodnie z interesami Albanii. 10 października 1947 Sąd Specjalny, któremu przewodniczył Niko Çeta skazał Karbunarę na karę śmierci przez rozstrzelanie. Stracony w październiku 1947 wraz z synem Hysenem.
9 grudnia 1992 Prezydent Republiki Albanii Sali Berisha uhonorował Karbunarę medalem Męczennika za Demokrację (Martir i Demokracise). Otrzymał także tytuł Honorowego Obywatela Lushnji.